# 李世熙
李世熙（韓語：이세희，1991年12月22日—），韓國女演員。

## 演藝簡歷
2015年，李世熙以演員身份出道，其後參演多部網絡電視劇，以及擔任電視劇的小配角角色。2021年，她透過試鏡突破500:1的競爭率，被選中為KBS週末連續劇《紳士與小姐》的女主角，為其首度參演主角的角色。

## 影視作品

### 電視劇
- 2018年：SBS《如果是她的話》飾演 服務員
- 2019年：MBC《異夢》飾演 護士
- 2019年：MBC《全都是孔多利》飾演 趙順子（青年）
- 2019年：tvN《抓住幽靈》飾演 瑪丹娜
- 2020年：MBC《SF8－白色烏鴉》飾演 張俊奧
- 2020年：JTBC《Live on》飾演 鄭熙秀
- 2021年：tvN《機智醫生生活2》飾演 姜素藝
- 2021年：KBS2《紳士與小姐》飾演 朴丹丹
- 2022年：KBS2《真劍勝負》飾演 申雅拉
- 2024年：KBS2《美女與純情男》飾演 世羅（特別演出）[3]
- 2024年：JTBC《贞淑的推销》饰演 李朱莉

### 網路電視劇
- 2016年：《甜點日》
- 2016年：《秋後春天》
- 2016年：《因禍得福》
- 2019年：《爛漫的戀愛談》飾演 南珍珠
- 2019年：《善良的鄰居裴善浩》飾演 善熙
- 2019年：《三明治理論》
- 2019年：《延南洞吻戲》飾演 南珍珠
- 2020年：《接吻妖怪》飾演 尹雪熙
- 2020年：《戀愛革命》飾演 張海利

### 電影
- 2016年：《喜歡春天的浣熊嗎？》
- 2017年：《青年警察》飾演 世熙
- 2020年：《狗之類的東西》飾演 美晶
- 2021年：《午夜》飾演 女朋友
- 2021年：《只有我能看見嗎》飾演 宥利

## 獎項
| 年份 | 頒獎典禮         | 獎項                   | 作品           | 結果 |
| ---- | ---------------- | ---------------------- | -------------- | ---- |
| 2021 | 2021 KBS演技大獎 | 女子新人獎             | 《紳士與小姐》 | 獲獎 |
| 2022 | KBS演技大獎      | 女子網路人氣獎         | 《真劍勝負》   | 獲獎 |
| 2022 | KBS演技大獎      | 最佳情侶獎（与都敬秀） | 《真劍勝負》   | 獲獎 |

## 外部連結
- 李世熙的Instagram帳戶
- 李世熙在NAVER上的资料
- 李世熙在Daum上的资料